# Chiesa di Santa Caterina di Strada Maggiore
La Chiesa di Santa Caterina di Strada Maggiore è un luogo di culto cattolico di Bologna. Si trova in Strada Maggiore 76. È una chiesa parrocchiale.

## Storia
La presenza di una chiesa è documentata fin dalla metà del XI secolo; era nominata "Santa Maria di Torleone" dal nome dell'omonima strada, o anche "chiesa di Monte Armato" perché nel monastero annesso alla chiesa risiedevano dei monaci benedettini vallombrosiani, provenienti appunto dall'abbazia di Santa Maria di Monte Armato. Il 1458 fu l'anno in cui i monaci vallombrosiani abbandonarono il complesso. Nel 1526 il monastero venne ceduto e ampliato da monache dell'ordine vallombrosiano. Fu nel corso del Cinquecento, dopo l'arrivo delle monache, che il titolo della chiesa cambiò in quello di Santa Caterina d'Alessandria di Strada Maggiore. All'inizio del XVII secolo grandi lavori di rifacimento furono avviati, sia per il monastero che per la chiesa e venne aggiunto il portico antistante che si osserva tuttora.
Nel periodo napoleonico il monastero delle monache vallombrosiane fu soppresso (1798) così come la chiesa (1805). Vent'anni dopo fu restituito alla chiesa il titolo di parrocchiale. Il 25 novembre 1827, giorno della commemorazione di Santa Caterina d'Alessandria, fu riaperta la chiesa. Durante il XIX secolo e il XX vi furono vari ampliamenti della chiesa (nuove cappelle, pavimentazioni, dipinti) e il campanile fu reso più alto.

## Descrizione
L'edificio sorge sul lato Nord di Strada Maggiore, all'angolo con via Torleone, quasi di fronte a Palazzo Hercolani. La 
facciata è arretrata rispetto al pronao con tre campate.
L'interno è in stile barocco e vi sono dorature e stuccature ottocentesche. Ci sono dipinti di G. F. Gessi, J. A. Calvi, A. Dardani, U. Gandolfi. Il presbiterio ottocentesco è opera di Alessandro Guardassoni e G. B. Baldi.